# Srećko Puntarić
Srećko Puntarić (Zagreb, 19. svibnja 1952.), hrvatski karikaturist, najutjecajniji hrvatskih karikaturist s kraja 20. i početka 21. stoljeća. Najpoznatiji po karikaturama Felixa objavljenih u Večernjem listu i Glasu Koncila. Najpoznatiji hrvatski karikaturist na području kršćanske tematike.

## Životopis
Karikirao profesore, iskarikirao ukor iz vladanja. Pritajio se do fakulteta. Studirao na dugo i široko. Okrutnom igrom slučaja slučajno diplomirao na FSB u Zagrebu, 1978. Po završetku studija nekoliko godina radi u struci koju je slučajno studirao kao projektant.

## Umjetnički rad
Prve karikature objavio je u humorističkom časopisu Kerempuhu 1975. Surađivao je (objavljivao svoje radove) u SN reviji, Sprintu, Vjesniku. Objavljuje Felixa u Večernjem listu redovito od proljeća 1995. Surađuje također sa stranim humorističkim časopisima Nebelspalter (Švicarska) i Eulenspigel (Njemačka). Zaštitni lik (tj. lik koji se pojavljuje u većini njegovih karikatura) je Felix, silueta pomalo crvenog nosa (Felix je Srećko na latinskom jeziku).
Sudjelovao na gotovo svim svjetskim izložbama i festivalima karikatura, gdje je osvojio tridesetak nagrada i priznanja. Neke od poznatijih su:
- GRAND PRIX, Istambul, Turska 1986.
- GRAND PRIX, Knokke Heist, Belgija 1987.
- 1. nagrada, Vercelli, Italija 1984.
- 2. nagrada, Amsterdam, Nizozemska 1989.
- 2. nagrada, Foligno, Italija 1988.
- Specijalna nagrada, Tokio, Japan 1987.
- Specijalna nagrada, Berlin, Njemačka 1993.

## Utjecaji
Prije Puntarića, karikature srodne temtike objavljivali su fra Špiro Marasović u suradnji s Tihomirom Lončarom i Petrom Pejkovićem u Veritasu i Branimir Dorotić u suradnji s fra Mirkom Matušićem u Liturgijsko-pastoralnom listiću.

## Kritike
Stjepan Lice zapisao je:
»(...) Srećko Puntarić, krajnje suzdržanim riječima i jednostavnim crtežom, jasno izgovara ono što drugi prešućuju, ono za što drugi nemaju hrabrosti i snage. Ne mireći se s ravnodušnošću i beznađem, ukazuje na smisao, i dok se toliki trude zadržavati u plićinama, bez oklijevanja ukazuje na dubine. Na ono što je najjednostavnije i po tome životno.«

## Knjige karikatura
Objavio je (do sada) točno 32 knjige.
- "Tekovine evolucije" (Zagreb, 1989.)
- "Od racije do demokracije" (Zagreb, 1990.)
- "Kratkij kurs" (Budimpešta, 1990.)
- "East of Eden" (Budimpešta, 1991.)
- "9000! godina Zagreba"  (Zagreb, 1994.)
- "Važno je ne sudjelovati" (Zagreb, 1994.)
- "Felix" 1,2,3,4,5,6,7,8,9,10 (Zagreb, 1994. – 1999.)
- "Rani radovi"  (Zagreb, 1995.)
- "Kućni ljubimci"  (Zagreb, 1996.)
- "Felix king size" (Zagreb, 1997.)
- "Pogled u 21. stoljeće" (Zagreb, 1998.)
- "Tajne trećeg milenija"  (Zagreb, 1999.)
- "Felix na kvadrat"  (Zagreb, 2000.)
- "Vremeplov kroz Zagreb" (Zagreb, 2000.)
- "Hej, haj computeraši smo mi!" (Zagreb, 2001.)
- "Domaća kuhinja" (Zagreb, 2002.)
- "Ribolovci" (Zagreb, 2003.)
- "Medvednica kakvu ne poznamo" (Zagreb, 2004.)
- "Dva fenomena muškarac i žena" (Zagreb, 2005.)
- "Kako probuditi kršćanina" (Zagreb, 2006.)
- "Priručnik za poduzetne" (Zagreb, 2007.)
- "Šteta trave" (Zagreb, 2008.)
- "Ministrant unutarnjih poslova", Glas Koncila, Zagreb, 2009., ISBN 978-953-241-158-4

## Vanjske poveznice
- Arhiva Felixa na stranicama www.vecernji.hr  Arhivirana inačica izvorne stranice od 21. studenoga 2008. (Wayback Machine)